# Restless and Wild
Restless and Wild - четвертий студійний альбом німецької хеві-метал гурту Accept, випущений у 1982 році в континентальній Європі та в 1983 році в США та Великої Британії. Це був перший альбом Accept,
який не записували на Delta-Studio, оскільки група переїхала в студію Дітера Діркса в Стоммельні. Це також перший альбом Accept, в якому Удо Діркшнайдер виконує кожен трек, а також перший, у якому менеджер Габі Хауке ("Deaffy") отримує гроші за написання пісень. Міхаель Вагенер знову займався записом і зведенням.

## Інформація про альбом
Ян Коеммет приєднався до гурту незадовго до виходу цього альбому, але не брав участі в записі. Гітарні партії на готовому альбомі виконує Вольф Гофман , хоча Герман Франк приєднався до гурту на момент випуску альбому, і це зазначено на обкладинці альбому.
Альбом найбільш відомий завдяки вступній композиції «Fast as a Shark». Подвійний удар Стефана Кауфмана на барабанах у пісні вважається попередником треш-металу , що передує дебютним релізам Metallica і Slayer .
Ще один добре відомий трек – це закриваючий трек альбому, «Princess of the Dawn», напружена пісня, яку Діркшнайдер описує як «історію про Попелюшку» та «Володаря перснів» без глибокого змісту. Вольф Гофман досяг ефекту, що нагадує мандоліну , записуючи гітару на половинній швидкості, а потім відтворюючи її на звичайній швидкості.
Версії альбому, випущені за межами Німеччини, були випущені з іншою обкладинкою, замінивши зображення палаючих гітар на кадр живого концерту групи. Американський дет метал гурт Cannibal Corpse зробив кавер на пісню "Demon's Night" на свій EP Worm Infested .
25 січня 2011 року альбом був повністю виконаний на спеціальному шоу в Швейцарії.

## Відгуки
Restless and Wild отримав переважно позитивні відгуки. Едуардо Рівадавія з AllMusic оцінив Restless and Wild на 4,5 з 5 зірок і назвав це «творчим проривом» Accept. Потім він додав: «Суть у тому, що цей альбом, як і його наступник Balls to the Wall , є важливим хеві-метал-альбомом, і будь-який шанувальник, який вартий так називатись, повинен прослухати їх обох».
Restless and Wild був першим альбомом Accept, який потрапив у чарти Великої Британії, Швеції  та Нідерландів, але альбом не потрапив у чарти Сполучених Штатів.
Удо погодився із загальною оцінкою Restless and Wild як знакового хеві-метал-альбому, назвавши його «безперечно найважливішим альбомом Accept».  Похвала Вольфа була більш стримана, він називає це «просто черговим записом»  і додає: «Озираючись назад, можливо, ми думаємо, що «Fast as a Shark» була першою піснею спід-металу, але в той час ми якось просто мали розважались, і ми не думали, що це щось кардинально нове. Очевидно, що, можливо, було так круто цього разу, так це те, що ми не так багато думали. Ми були просто зухвалі й намагалися робити щось, не втрачаючи багато».

## Track listing
Автор музики Wolf Hoffmann, Stefan Kaufmann, Udo Dirkschneider, Peter Baltes. 
| Side one | Side one            | Side one                                  | Side one   |
| #        | Назва               | Автор слів                                | Тривалість |
| -------- | ------------------- | ----------------------------------------- | ---------- |
| 1.       | «Fast as a Shark»   | Hoffmann, Kaufmann, Dirkschneider, Baltes | 3:49       |
| 2.       | «Restless and Wild» | Robert A. Smith-Diesel and Accept         | 4:12       |
| 3.       | «Ahead of the Pack» | Hoffmann, Kaufmann, Dirkschneider, Baltes | 3:24       |
| 4.       | «Shake Your Heads»  | Hoffmann, Kaufmann, Dirkschneider, Baltes | 4:17       |
| 5.       | «Neon Nights»       | Deaffy, Smith-Diesel and Accept           | 6:01       |

| Side two | Side two                         | Side two                                  | Side two   |
| #        | Назва                            | Автор слів                                | Тривалість |
| -------- | -------------------------------- | ----------------------------------------- | ---------- |
| 6.       | «Get Ready»                      | Smith-Diesel and Accept                   | 3:41       |
| 7.       | «Demon's Night»                  | Hoffmann, Kaufmann, Dirkschneider, Baltes | 4:27       |
| 8.       | «Flash Rockin' Man»              | Hoffmann, Kaufmann, Dirkschneider, Baltes | 4:28       |
| 9.       | «Don't Go Stealing My Soul Away» | Smith-Diesel and Accept                   | 3:15       |
| 10.      | «Princess of the Dawn»           | Deaffy, Smith-Diesel and Accept           | 6:15       |
| 43:49    |                                  |                                           |            |

## Учасники запису
Гурт
- Udo Dirkschneider – вокал
- Вольф Хофман – гітари
- Герман Франк – гітари (вказаний як гітарист, але не приймав участі в альбомі)
- Петер Балтес – бас-гітара
- Stefan Kaufmann – ударні

Продакшен
- Міхаель Вегнер – міксування
- Stefan Böhle/Studio Icks – фотографія та дизайн

## Чарти
| Chart                                     | Peak position |
| ----------------------------------------- | ------------- |
| Нідерланди Dutch Albums (MegaCharts)      | 47            |
| Швеція Swedish Albums (Sverigetopplistan) | 7             |
| Велика Британія UK Albums (OCC)           | 98            |

1. 1 2 3  METALLIAN - Accept. metallian.com. Архів оригіналу за 4 лютого 2022. Процитовано 4 лютого 2022.
2. ↑  ACCEPT Remembered - Discography - Restless and Wild. web.archive.org. 2 травня 1999. Архів оригіналу за 2 травня 1999. Процитовано 4 лютого 2022. [Архівовано 1999-05-02 у Wayback Machine.]
3. ↑  METALLIAN - UDO. metallian.com. Архів оригіналу за 4 лютого 2022. Процитовано 4 лютого 2022.
4. ↑  Wolf Hoffmann - Frequently Asked Questions. web.archive.org. 5 грудня 1998. Архів оригіналу за 5 грудня 1998. Процитовано 4 лютого 2022. [Архівовано 1998-12-05 у Wayback Machine.]
5. ↑  Rivadavia, Eduardo. Accept Restless & Wild review. AllMusic. Процитовано 27 січня 2013.
6. ↑  Popoff, Martin (1 листопада 2005). The Collector's Guide to Heavy Metal: Volume 2: The Eighties. Collector's Guide Publishing. с. 7—8. ISBN 978-1894959315.
7. ↑  Hervé Picart, "Accept", Hard & heavy - Les dieux du rock lourd (french book with an entire chapter dedicate to Accept), Jacques Grancher, 1985, p. 9
8. ↑  Restless and Wild - Accept - Songs, Reviews, Credits - AllMusic (англ.), архів оригіналу за 4 лютого 2022, процитовано 4 лютого 2022
9. ↑  Artists. www.officialcharts.com. Архів оригіналу за 8 травня 2019. Процитовано 4 лютого 2022.
10. ↑  swedishcharts.com - Swedish Charts Portal. web.archive.org. 24 жовтня 2012. Архів оригіналу за 24 жовтня 2012. Процитовано 4 лютого 2022.
11. ↑  Heavy Metal and Hard Rock News 2005. web.archive.org. 3 грудня 2013. Архів оригіналу за 3 грудня 2013. Процитовано 4 лютого 2022. [Архівовано 2013-12-03 у Wayback Machine.]
12. ↑  «Accept — Restless And Wild» (нідерландською). Dutchcharts.nl. Hung Medien.  Процитовано 10 червня 2014.
13. ↑  «Accept — Restless And Wild» (англійською). Swedishcharts.com. Hung Medien.  Процитовано 10 червня 2014.
14. ↑  «Accept '"`UNIQ--nowiki-00000022-QINU`"' Artist '"`UNIQ--nowiki-00000023-QINU`"' Official Charts» (англійською). UK Albums Chart. The Official Charts Company.  Процитовано 10 червня 2014.